# La Gleize
La Gleize wym. [la ɡlɛz] (wa. Li Gléjhe-dilé-Stoumont) – dzielnica (section) gminy Stoumont w Belgii, w Regionie Walońskim, w prowincji Liège, w okręgu Verviers. 1 stycznia 2020 roku liczyła 1210 mieszkańców. Do 31 grudnia 1976 r. samodzielna gmina.
Geograficznie znajduje się na skalistym zboczu, w dolinie rzeki Amblève w Ardenach.

## Osady
Andrimont, Borgoumont, Cheneux, Courtyard, Exbomont, Heilrimont, La Venne, Monceau, Moulin du Ruy, Moustier, Neufmoulin, Roanne, Roanne-Coo, Ruy.

## Zabytki

### Kościół romański
Romańska budowla z XII wieku, zbudowana z lokalnego kamienia, chroni wykonany z czerwonego marmuru grobowiec panów Froidcourt. Prócz tego w kościele znajduje się unikalna figura Dziewicy Kalwaryjskiej z La Gleize (fr. Vierge du Calvaire de La Gleize) z połowy XIV wieku, wykonana z drewna dębowego, oryginalnie polichromowanego, a także stare ornaty i inne cenne zabytki sztuki sakralnej. Kościół został gruntownie przebudowany w latach 1949–1951 po poważnych zniszczeniach spowodowanych walkami w 1944 roku.

### Muzeum Grudnia '44
Musée Décembre 44 utworzone na placu naprzeciwko kościoła zajmuje powierzchnię 1000 m² i poświęcone jest bitwie o Ardeny z grudnia 1944 roku. W La Gleize zatrzymano marsz słynnej Kampfgruppe Peiper. Przy wejściu do budynku stoi oryginalny niemiecki czołg Tiger II o numerze taktycznym 213, a pośród eksponatów prezentowanych w środku znajdują się m.in. mundury, broń, zdjęcia i dokumenty z czasów II wojny światowej.

## Galeria

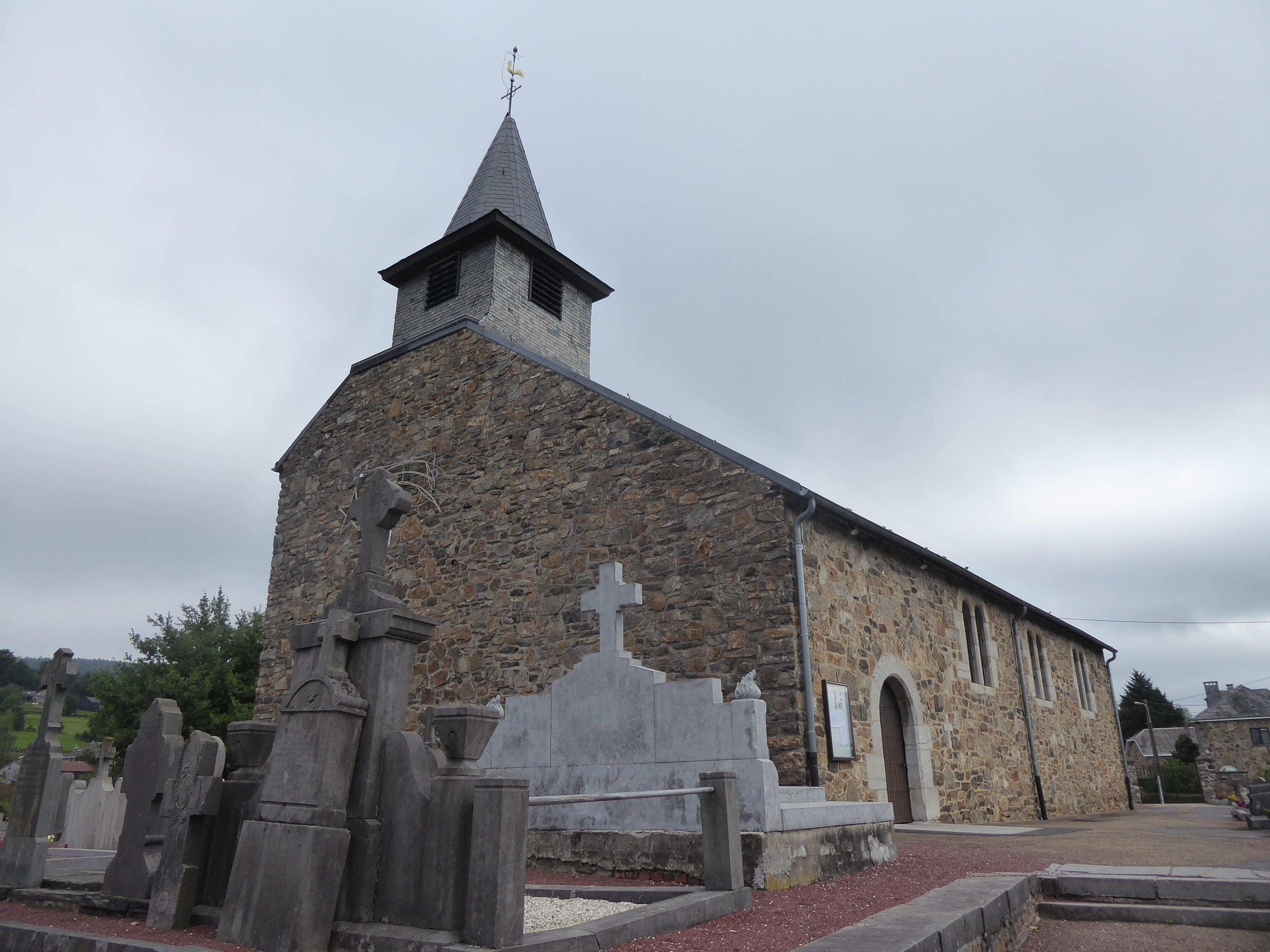
Kościół pw. NMP (Notre-Dame)
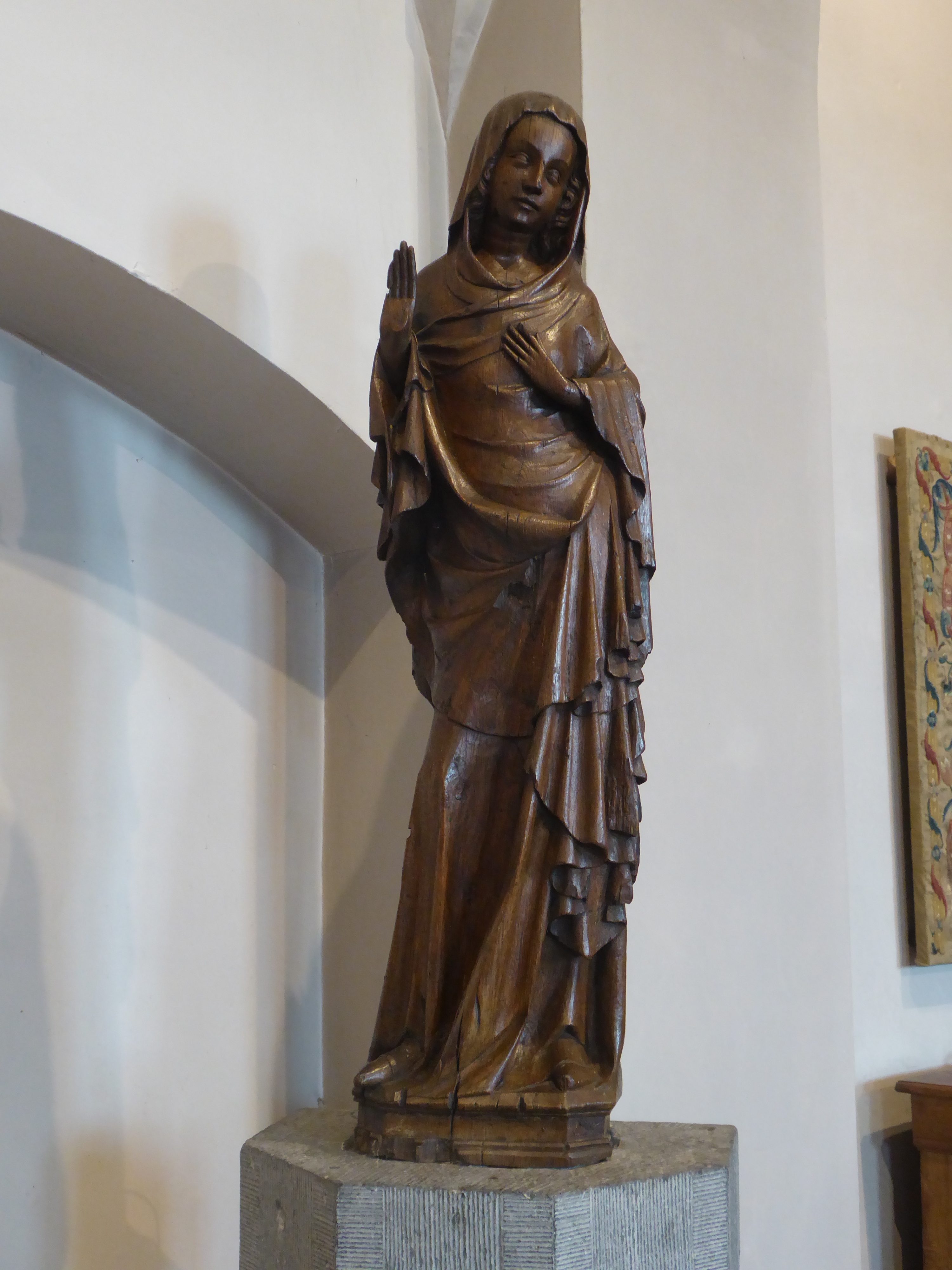
Figura Dziewicy Kalwaryjskiej z La Gleize
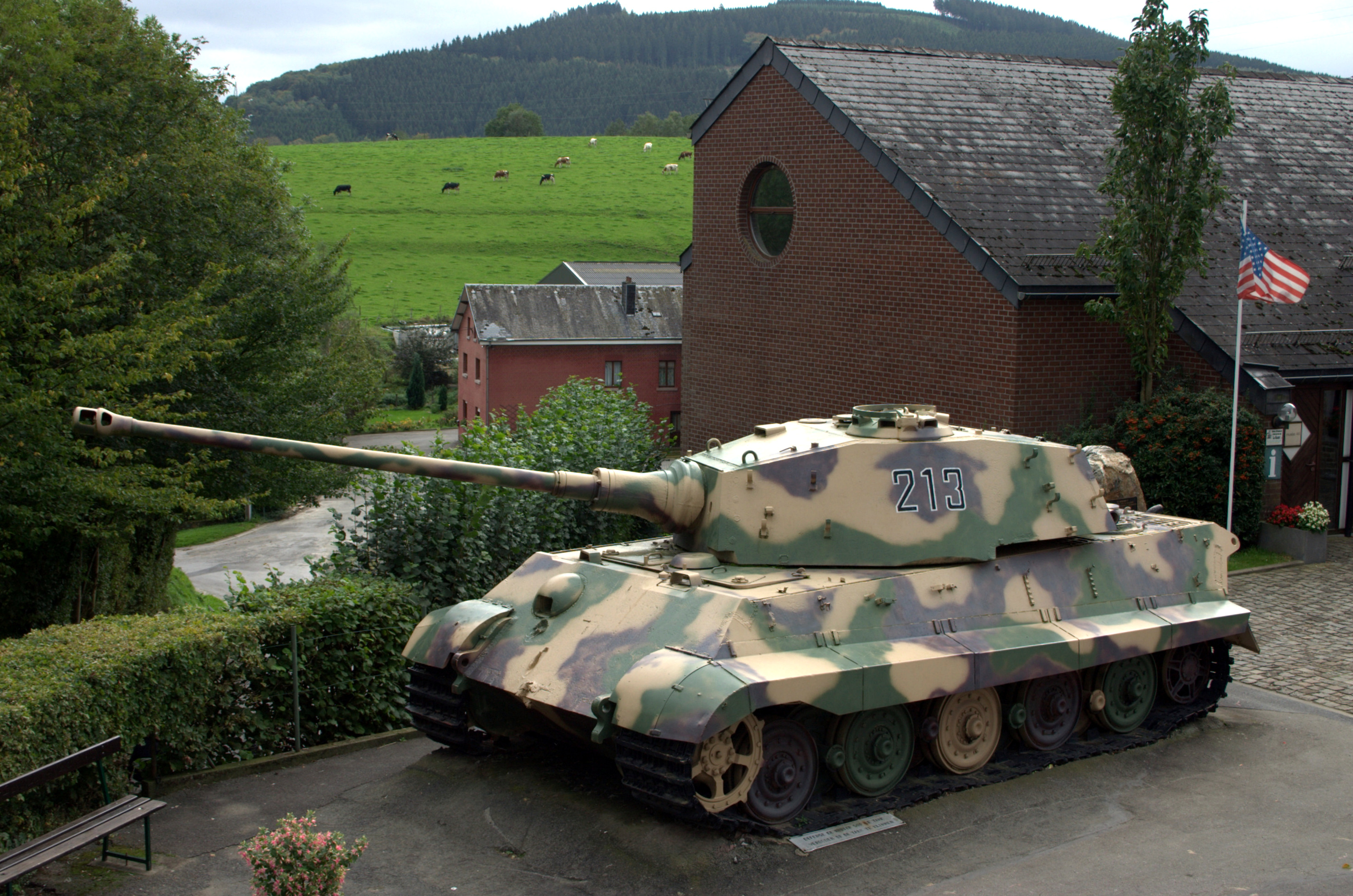
Czołg Tiger II przed muzeum Musée Décembre 44